# Gladiolus robiliartianus
Gladiolus robiliartianus là một loài thực vật có hoa trong họ Diên vĩ. Loài này được P.A.Duvign. miêu tả khoa học đầu tiên năm 1959.